# Mahmoud al-Mabhouh
Mahmoud al-Mabhouh (en arabe محمود عبد الرؤوف المبحوح, né le 14 février 1960 et mort assassiné le 19 janvier 2010 à Dubaï) était l'un des fondateurs des brigades Izz al-Din al-Qassam du Hamas. Son assassinat par le Mossad israélien a eu des répercussions diplomatiques internationales, l'affaire étant appelée dans les médias le Dubaïgate.

## Biographie
Né le 14 juin 1960, dans le camp de réfugiés de Jabaliya (nord de Gaza), il devient mécanicien et rejoint à l'âge de 18 ans le mouvement des Frères musulmans, qui a fondé le Hamas.
Il a régulièrement été condamné au cours des années 1980, notamment en 1986, pour possession d'une Kalachnikov.
Mais il s'est surtout fait connaître pour avoir orchestré l'enlèvement et l'assassinat de deux soldats israéliens en 1989. Il aurait ensuite fui en Égypte puis en Syrie, y rencontrant Khaled Mechaal, le chef du Hamas en exil. Assez rapidement, Al-Mabhouh est chargé de l'approvisionnement en armes du mouvement radical islamiste palestinien.

## Assassinat

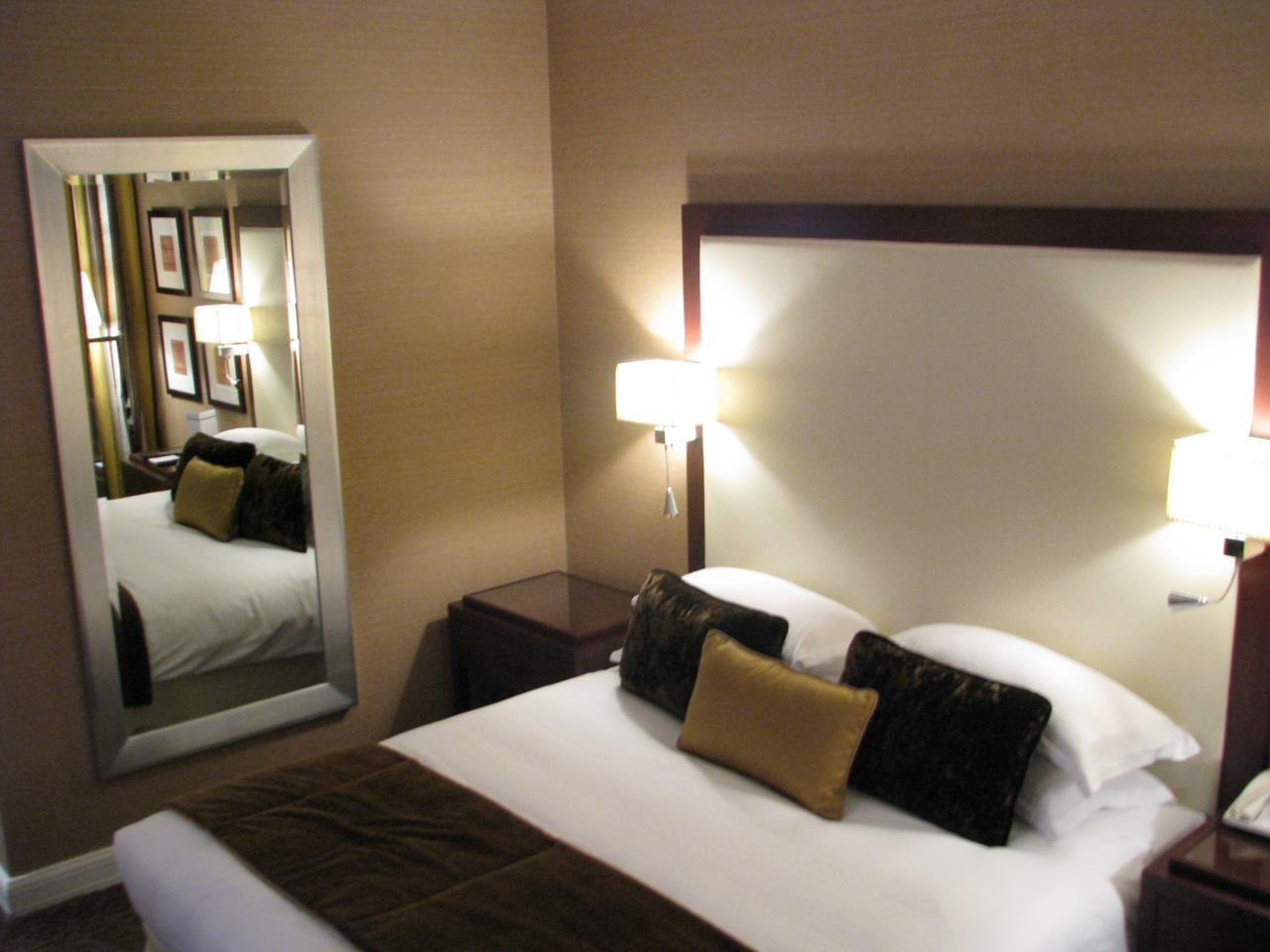
Une des chambres de l'hôtel Rotana à Dubaï.

Mahmoud al-Mabhouh est assassiné dans sa chambre d'hôtel de l'hôtel Rotana à Dubaï dans la soirée du 19 janvier 2010 entre 20:25 heures et 21:00 heures. Il avait rejoint sa chambre vers 20:25 heures, d'après les enregistrements de la vidéosurveillance. Son corps sera retrouvé dans sa chambre le lendemain. Le Mossad aurait déjà tenté de l'éliminer l'année précédente à Dubaï par empoisonnement.  
Selon la police de Dubaï et la presse internationale, 26 hommes du Kidon, le service action du Mossad, seraient les auteurs de l'assassinat. Le chef de la police de l'émirat se dit prêt à demander à Interpol d'émettre un mandat d'arrêt international à l'encontre de Meïr Dagan. Les membres du commando ont utilisé des passeports britanniques, irlandais, français et allemands, empruntant la véritable identité des détenteurs originaux, six d'entre eux provenant de ressortissants possédant la double nationalité israélienne.

### Noms utilisés par les assassins
La police de Dubaï a publié une liste de noms et de photographies de 26 suspects (12 britanniques, six irlandais, quatre français, trois australiens et un allemand),.
Parmi eux : 
- Peter Elvinger – passeport français (organisateur du meurtre selon Ma’an News Agency).
- Kevin Davron – passeport irlandais
- Gael Voallard (femme) – passeport irlandais
- Ivan Diningz – passeport irlandais
- Paul John Keely – passeport britannique
- Melvin Adam Mildainer – passeport britannique
- Steven Daniel Hodge – passeport britannique
- Michael Lawrence Barney – passeport britannique
- James Leonard Clark – passeport britannique
- Jonathan Lewis Graham – passeport britannique[10]

## Réactions
Le 22 février 2010, l'Union européenne condamne l'assassinat de Mahmoud al-Mabhouh et l'utilisation de faux passeports de certains pays européens par les suspects, et précise que ces pays mènent également leur enquête.
L’enquête menée par les autorités irlandaises « pointe clairement vers l’implication d’une agence de renseignement étrangère et il y a des raisons convaincantes de croire qu’Israël était responsable », a déclaré dans un communiqué le ministre irlandais des affaires étrangères, Micheal Martin qui a annoncé  l'expulsion d'un diplomate israélien.
Le Royaume-Uni avait également expulsé en mars un diplomate israélien, indiquant que la responsabilité d’Israël avait été établie dans cette affaire.
Le gouvernement australien, qui avait dans un premier temps condamné l'assassinat, a annoncé lundi 24 mai l'expulsion d'un membre de l'ambassade israélienne à Canberra. Le ministre australien des Affaires étrangères, Stephen Smith, a annoncé disposer de suffisamment de preuves de l'implication d'Israël dans l'affaire.

### Réactions en Israël
Certains médias israéliens se sont montrés critiques envers le gouvernement israélien.
Le quotidien Haaretz a réclamé la démission du chef du Mossad Meïr Dagan.
Le quotidien Yediot Aharonot, qui s'est abstenu d’incriminer directement le Mossad, a estimé que des failles sont révélées dans cette opération qui apparaissait au début comme un grand succès, le journal relève toutefois que « ceux qui ont monté cette opération n’ont pas pris en considération le professionnalisme de la police de Dubaï qui a pu identifier des suspects en examinant les images de caméras de surveillance ».
Cependant, cette équipe du Mossad a pu volontairement, c'est-à-dire sur ordre, laisser des traces de son assassinat pour montrer à tous les ennemis d'Israël que l'État hébreu peut frapper n'importe quel ennemi, et ce même en territoire hostile.

## Documentaire
- Paris, secrets d'espions, de Nicolas Bourgouin et Amandine Stelletta, France 5, 84 min, 13 mars 2022.